# Omni (журнал)
Omni — научно-популярный и научно-фантастический журнал, издававшийся в США и Великобритании. В нём содержались статьи о науке, парапсихологии и фантастические и фэнтезийные рассказы. Печатная версия журнала выходила с октября 1978 по 1995 год. Первая электронная версия журнала Omni была размещена на CompuServe в 1986 году, в 1996 году журнал целиком переключился на онлайн-режим. В 1997 после смерти соучредителя Кэти Китон году Omni прекратил публикации и был окончательно закрыт в 1998 году..

## История
Omni был основан Кэти Китон и её давним соавтором и будущим мужем Бобом Гуччионе, издателем журнала Penthouse. Первоначальная концепция исходила от Китон, которая хотела создать журнал, исследующий все сферы науки и паранормальные явления, способный углубиться во все уголки неизвестного и проецировать некоторые из этих открытий в вымысел.
Дик Терези, автор и бывший редактор женского журнала Good Housekeeping, написал предложение для журнала, из которого была изготовлена первая версия журнала. Гуччионе описал журнал как «оригинальную, если не противоречивую смесь научных фактов, фантастики, фэнтези и паранормальных явлений». В дебютном выпуске было опубликовано эксклюзивное интервью с известным физиком Фриманом Дайсоном, а во втором издании интервью с Элвином Тоффлером, футурологом и автором Future Shock.
Omni вышел на рынок в начале волны новых научных журналов, направленных на образованных, но в остальном «непрофессиональных» читателей. В то время как Science Digest и Science News ориентировались на учеников старших школ, а Scientific American и New Scientist на профессионалов, Omni, возможно, стал первым изданием, нацеленным на учёных-непрофессионалов. В следующем году, однако, Time представил журнал Discover, а AAAS — Science’80. В результате, между близкими по духу и аудитории журналами началась серьёзная конкуренция за рекламодателей и часть из них уже в 1980-х годах закрылись, в частности Science Digest, в то время как Science’80 объединился с Discover. Omni выдержал конкуренцию лучше, чем большинство конкурентов, возможно, из-за более широкого выбора содержимого. Но в начале 1996 года издатель Боб Гуччионе приостановил публикацию печатного издания Omni, объяснив своё решение растущей цене на бумагу и почтовые услуги. В первом полугодии 1995 года, согласно Бюро аудита тиражей, тираж журнала превышал 700 000 экземпляров в месяц.
В сентябре 1997 года Китон умерла от осложнений после операции по кишечной непроходимости. Персонал Omni Internet был уволен, после апреля 1998 года на сайте перестал размещаться новый контент. В 2003 году General Media закрыла сайт и удалила архивы Omni из Интернета.